# Ixora nandarivatensis
Ixora nandarivatensis är en måreväxtart som beskrevs av John Wynn Gillespie. Ixora nandarivatensis ingår i släktet Ixora och familjen måreväxter. Inga underarter finns listade i Catalogue of Life.